# Eli Moschcowitz
Eli Moschcowitz (* 2. August 1879 in Girált, Komitat Sáros, Ungarn; † 23. Februar 1964 in New York City) war ein amerikanischer Arzt und Hochschullehrer. Er war Erstbeschreiber der thrombotisch-thrombozytopenischen Purpura (TTP), die auch als Moschcowitz-Syndrom bezeichnet wird.

## Leben und Wirken
Moschcowitz wurde in Ungarn geboren, seine Eltern emigrierten in seinen ersten Lebensjahren in die Vereinigten Staaten. Er studierte bis 1900 am Columbia University College of Physicians and Surgeons Medizin. Nach einem einjährigen Forschungsaufenthalt bei Ludwig Pick war er am Beth Israel Hospital und dem Mount Sinai Hospital tätig. Er war Direktor des Mount-Sinai-Krankenhauses und Professor am Columbia University College of Physicians and Surgeons. 1945 ging er in den Ruhestand.
Er beschrieb 1911 die mit anaphylaktischen Reaktionen einhergehende Eosinophilie, 1924 die thrombotisch-thrombozytopenische Purpura, die auch als Moschcowitz-Syndrom bezeichnet wird, sowie 1927 die pulmonale Hypertension.
Er war der Bruder des Chirurgen Alexis Victor Moschcowitz (1865–1937).

## Schriften (Auswahl)
- mit A. V. Moschcowitz: Ein Bericht über 2000 concecutive Fälle von Erkrankungen der Appendix vermiformis, mit besonderer Berücksichtigung der Therapie. In: Archiv für klinische Chirurgie. Band 82, 1907, S. 683 ff.
- Biology of Disease. Grune and Stratton, New York 1948.